# Kuralgera, Jevargi
Kuralgera là một làng thuộc tehsil Jevargi, huyện Gulbarga, bang Karnataka, Ấn Độ.